# Абштат
Абштат (њем. Abstatt) општина је у њемачкој савезној држави Баден-Виртемберг. Једно је од 46 општинских средишта округа Хајлброн. Према процјени из 2010. у општини је живјело 4.557 становника. Посједује регионалну шифру (AGS) 8125001.

## Географија
Абштат се налази у савезној држави Баден-Виртемберг у округу Хајлброн. Општина се налази на надморској висини од 241 метра. Површина општине износи 9,7 km².

## Становништво
У самом мјесту је, према процјени из 2010. године, живјело 4.557 становника. Просјечна густина становништва износи 472 становника/km².

## Међународна сарадња
| Мјесто  | Држава                      | Врста сарадње | Од    |
| ------- | --------------------------- | ------------- | ----- |
| Кахемба | Демократска Република Конго | партнерство   | 1989. |
| Леон    | Француска                   | партнерство   | 1981. |
| Извор   |                             |               |       |